# نیو سرپی (لوئیزیانا)
نیو سرپی (به انگلیسی: New Sarpy) شهری در ایالت لوئیزیانا کشور ایالات متحده آمریکا است که جمعیت آن در سرشماری سال ۲۰۱۰ میلادی، ۱٬۴۶۴ نفر بوده‌است.